# Boy Pablo
Boy Pablo (estilizado como boy pablo) es un proyecto noruego de pop-rock indie liderado por el cantautor y multinstrumentista chileno-noruego Nicolás Pablo Muñoz. Como banda en vivo, Boy Pablo también consiste de Gabriel Muñoz, Eric Tryland, Henrik Åmdal, Sigmund Vestrheim y Esteban Muñoz.

## Historia
Nicolás Muñoz, hijo de padres chilenos, nació en Bergen, Noruega. Estudió la secundaria en la escuela privada de música Kongshaug Musikkgymnas, localizada en las cercanías de la ciudad de Os. Fundó el proyecto "Boy Pablo" en diciembre de 2015, llamando la atención en el 2016, recibiendo una beca Bergenfest.
La banda adquirió gran notoriedad en el 2017 gracias a la canción y el videoclip "Everytime".  El video, subido a YouTube en mayo de 2017, generó miles de visitas, en parte gracias a un hilo en Reddit, para luego aumentar a millones al ser recomendado por los nuevos algoritmos de YouTube, en octubre del mismo año.
Boy Pablo lanzó el EP que dedica a su "novio", Pedro el cual consta de 6 canciones Roy Pablo  en mayo de 2017, que incluye la canción  "Everytime". En marzo de 2018 lanzó el sencillo "Losing You".  Por esa misma fecha dieron sus primeros conciertos fuera de Noruega, en una gira por Europa. Aunque Muñoz graba y produce su música solo, en sus presentaciones en vivo incluye a sus antiguos compañeros de clase: Henrik en el bajo, Eric en los teclados y Sigmund en la batería, además de su hermano Gabriel en la guitarra.
Su estilo musical ha sido comparado con el de Mac DeMarco. Aunque además de DeMarco, ha citado como influencias a Veronica Maggio, Tyler, The Creator, y la música chilena de los años 70 que su padre le hizo escuchar.
En octubre de 2020, lanza su álbum debut: "Wachito Rico", que incluye los sencillos "hey girl", "honey", "rest up" y "leave me alone!" que había lanzado meses anteriores de la publicación del álbum. "Wachito Rico" es un álbum conceptual, que narra la historia de Wachito (interpretado por Nicolas Pablo) en una experiencia amorosa, en la que atraviesa las diferentes etapas de una relación. Esta narrativa, se lleva a cabo en los vídeos musicales de los sencillos del álbum.
A mitad del año 2022, tras concluir una larga gira por Latinoamérica, y cerca de la fecha de publicación de su último single "Be Mine", Boy Pablo canceló sus giras programadas para EEUU y Asia, afirmando tener problemas de salud y baja energía. Desde entonces, ha permanecido inactivo en la música.

## Miembros de la banda
- Nicolas Pablo Muñoz – guitarra, voz
- Gabriel Muñoz– guitarra
- Eric Tryland – teclados, voz (2017-2021)
- Henrik Åmdal – bajo (2017-2021)
- Sigmund Vestrheim – batería (2017-2021)
- Esteban Muñoz – Percusión/Baterista
- Judah John Kubendran – Bajo

## Discografía
Álbumes de estudio
- Wachito Rico (2020)

EPs
- Roy Pablo (2017)
- Soy Pablo (2018)

Sencillos
- «Flowers» (2016)
- «Beach House Interlude» (2016)
- «Everytime» (2017)
- «Losing You» (2018)
- «Sick Feeling» (2018)
- «Never Cared» (2019)
- «hey girl» (2020)
- «honey» (2020)
- «rest up» (2020)
- «leave me alone!» (2020)
- «La Novela» (2022)
- «be mine»(2022)

Lista de canciones
Roy Pablo (2017):
- Yeah (Fantasizing)
- Everytime
- Dance, Baby!
- imreallytiredthisdaysucks
- ur phone
- Ready / Problems

Soy Pablo (2018):
- Feeling Lonely
- wtf
- Sick Feeling
- t-shirt
- Limitado
- Losing You
- tkm

Wachito Rico (2020):
- i hope she loves me back
- hey girl
- leave me alone!
- honey
- rest up
- te vas // don't go
- aleluya
- come home
- mustache
- vamos a la playa
- wachito rico
- nowadays
- i heart u